# Notonecta glauca
Notonecte glauque, Abeille d'eau
 (décembre 2017).
Si vous disposez d'ouvrages ou d'articles de référence ou si vous connaissez des sites web de qualité traitant du thème abordé ici, merci de compléter l'article en donnant les références utiles à sa vérifiabilité et en les liant à la section « Notes et références ».
Espèce
Notonecta glauca, la notonecte glauque ou abeille d'eau, est une espèce d'insectes aquatiques de la famille des Notonectidae, dont elle est le représentant le plus abondant (49 %).

## Distribution
Il s'agit de l'un des insectes les plus communs de la faune aquatique de France métropolitaine. Elle se trouve d'ailleurs dans toute l'Europe (excepté la Scandinavie), dans le Caucase, l'Afrique septentrionale et en Amérique du Nord.

## Description
Notonecta glauca fait partie des hémiptères prédateurs (disposant d'un appareil buccal de type piqueur-suceur), et mesure environ entre 13 et 16 mm de longueur.
Il existe chez cette espèce un dimorphisme sexuel à l'avantage des femelles.

## Mode de vie et alimentation
Ces insectes d'eau nagent et se reposent sur leur dos (d'où leur nom tiré du grec ancien νῶτος, nôtos « dos » et νηκτός, nêktos « nageant ») et évoluent sous la surface de l'eau. Ils sont en effet capables, en tirant parti du phénomène de tension superficielle, de plaquer le bas de leur abdomen et leurs pattes avant sous la surface, alors que leurs pattes arrière rament comme des pagaies. Notonecta glauca va aussi bien attendre à l'affût que sa proie passe à proximité que nager pour la chasser énergiquement.
Quand le temps est assez chaud, généralement à la fin de l'été et en automne, les notonectes peuvent voler d'un étang ou d'une mare à l'autre, pour se reproduire ou pour coloniser de nouveaux habitats.

## Reproduction
Notonecta glauca se reproduit au printemps et en été. Le jour ou la nuit, le mâle émet un chant qui évoque celui du grillon. Ce chant est émis sous l'eau, mais si l'on y prête attention, il peut être entendu à plusieurs mètres par l'oreille humaine.